# Hesketh 308E
Hesketh 308E — гоночный  автомобиль команды Формулы-1 Hesketh Racing, принимавший участие в сезонах 1977—1978 годов.

## История

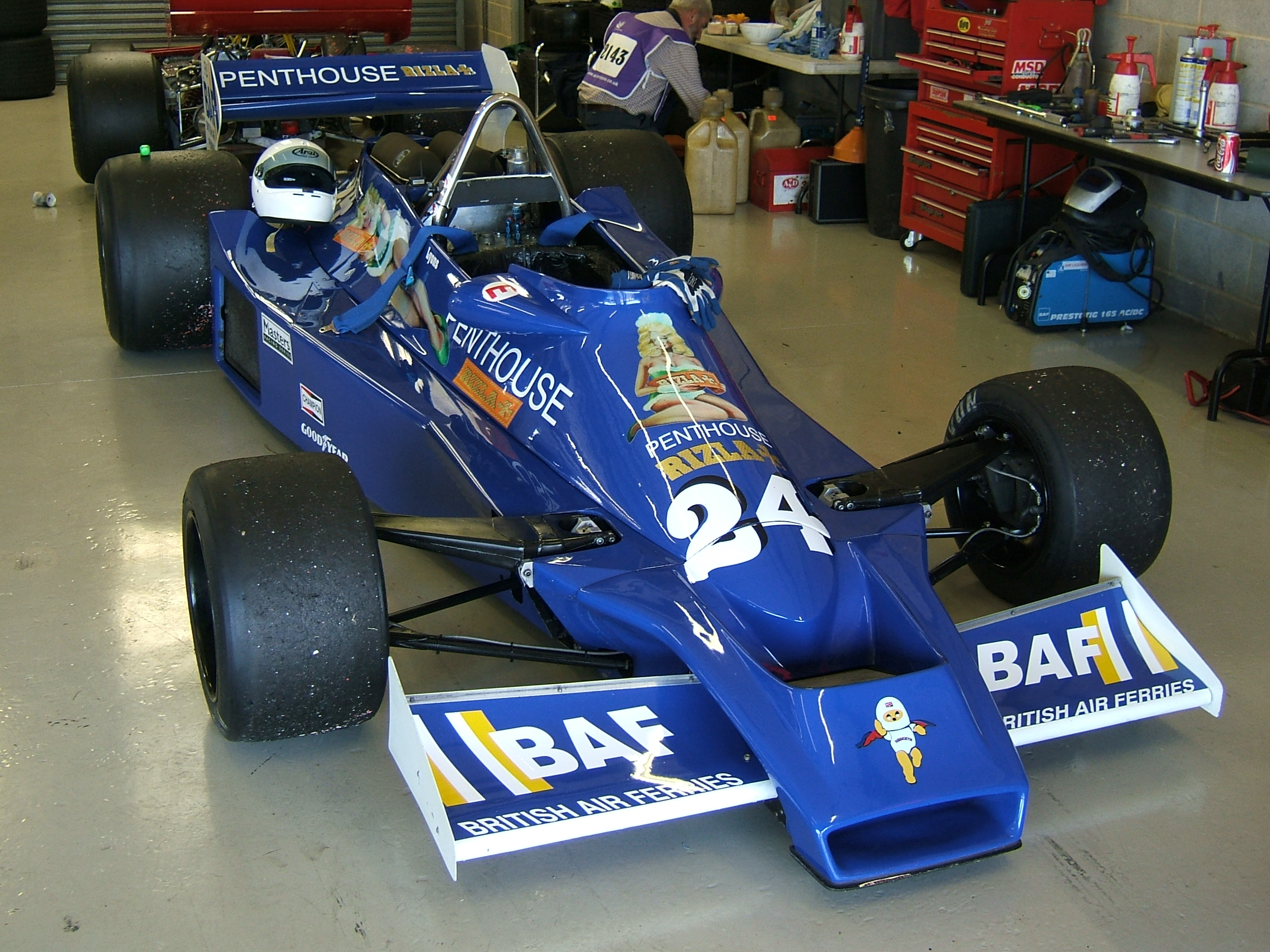
Hesketh 308E 1977 года в цветах команды "Penthouse Rizla Racing".

Шасси 308E, разработанное Фрэнком Дэрни и Найджелом Страудом, стало последним в истории команды Hesketh. Лучшим результатом машины в гонках стало седьмое место Руперта Кигана в Австрии.
В сезоне 1978 года команда смогла выставить лишь одну машину: за руль села британская гонщица Дивина Галица. В двух первых Гран-при она не смогла пройти квалификацию и на Гран-при ЮАР её заменил Эдди Чивер. Он смог вывести 308E на старт гонки, но сошёл из-за поломки. Это был последний старт шасси Hesketh в гонках. Ещё в трёх Гран-при под управлением Дерек Дейли шасси не прошло квалификацию и команда была расформирована.

## Результаты выступлений в гонках
| Год  | Команда                               | Двигатель            | Шины | Пилоты | 1      | 2   | 3    | 4    | 5    | 6   | 7    | 8   | 9   | 10   | 11   | 12   | 13   | 14  | 15  | 16   | 17  | Место | Очки |  |
| ---- | ------------------------------------- | -------------------- | ---- | ------ | ------ | --- | ---- | ---- | ---- | --- | ---- | --- | --- | ---- | ---- | ---- | ---- | --- | --- | ---- | --- | ----- | ---- |  |
| 1977 | Hesketh Racing Penthouse Rizla Racing | Ford Cosworth DFV V8 | G    |        | АРГ    | БРА | ЮАР  | СШЗ  | ИСП  | МОН | БЕЛ  | ШВЕ | ФРА | ВЕЛ  | ГЕР  | АВТ  | НИД  | ИТА | США | КАН  | ЯПО | НКЛ   | 0    |  |
| 1977 | Hesketh Racing Penthouse Rizla Racing | Ford Cosworth DFV V8 | G    | Киган  |        |     |      |      | Сход | 17  | Сход | 13  | 10  | Сход | Сход | 7    | Сход | 9   | 8   | Сход |     | НКЛ   | 0    |  |
| 1977 | Hesketh Racing Penthouse Rizla Racing | Ford Cosworth DFV V8 | G    | Эртль  |        |     |      |      | Сход | НКВ | 9    | 16  | НКВ |      |      |      |      |     |     |      |     | НКЛ   | 0    |  |
| 1977 | Hesketh Racing Penthouse Rizla Racing | Ford Cosworth DFV V8 | G    | 39/25  | Ребаке |     |      |      |      |     |      |     | НКВ | НКВ  |      | Сход | НКВ  | НКВ |     |      |     | НКЛ   | 0    |  |
| 1977 | Hesketh Racing Penthouse Rizla Racing | Ford Cosworth DFV V8 | G    | 39/25  | Эшли   |     |      |      |      |     |      |     |     |      |      |      | НКВ  | НКВ | НКВ | 17   | НС  | НКЛ   | 0    |  |
| 1978 | Olympus Cameras/ Hesketh Racing       | Ford Cosworth DFV V8 | G    |        | АРГ    | БРА | ЮАР  | СШЗ  | МОН  | БЕЛ | ИСП  | ШВЕ | ФРА | ВЕЛ  | ГЕР  | АВТ  | НИД  | ИТА | США | КАН  |     | НКЛ   | 0    |  |
| 1978 | Olympus Cameras/ Hesketh Racing       | Ford Cosworth DFV V8 | G    | Галица | НКВ    | НКВ |      |      |      |     |      |     |     |      |      |      |      |     |     |      |     | НКЛ   | 0    |  |
| 1978 | Olympus Cameras/ Hesketh Racing       | Ford Cosworth DFV V8 | G    | Чивер  |        |     | Сход |      |      |     |      |     |     |      |      |      |      |     |     |      |     | НКЛ   | 0    |  |
| 1978 | Olympus Cameras/ Hesketh Racing       | Ford Cosworth DFV V8 | G    | Дейли  |        |     |      | НПКВ | НКВ  | НКВ |      |     |     |      |      |      |      |     |     |      |     | НКЛ   | 0    |  |

| Легенда к таблице |                                                                    |
| --- | ------------------------------------------------------------------ |
| В таблице перечислены результаты всех Гран-при Формулы-1, в которых использовался автомобиль. Строками таблицы являются сезоны, столбцами — этапы чемпионата мира. В каждой клетке указаны сокращённое название этапа и результат, дополнительно обозначенный цветом. Расшифровка обозначений и цветов представлена в нижеследующей таблице. |                                                                    |
| \| Пример \| Описание \| \| ------------ \| ------------------------------------------------------------------ \| \| 1 \| Победитель \| \| 2 \| Второе место \| \| 3 \| Третье место \| \| 5 \| Финишировал, заработав очки \| \| Сход \| Не финишировал, но при этом заработал очки \| \| 12 \| Финишировал, не получив очков \| \| НКЛ \| Финишировал, но не попал в финальную классификацию \| \| 15 \| Участвовал вне зачёта, либо по отдельной классификации \| \| 18 \| Не финишировал, но попал в финальную классификацию \| \| Сход \| Не финишировал \| \| НКВ \| Не прошёл квалификацию \| \| НПКВ \| Не прошёл предквалификацию \| \| ДСК \| Дисквалифицирован \| \| ИСК \| Исключён из протокола соревнований \| \| ТТ \| Заявлен для участия только в тренировках \| \| НС \| Участвовал в квалификации, но не стартовал в гонке \| \| Т \| Травмирован или болен \| \| ОТК \| Отказ от участия \| \| НТР \| Прибыл на соревнования, но на трассу не выезжал \| \| НПР \| Был заявлен в числе участников, но не прибыл к началу соревнований \| \| О \| Соревнования отменены \| \| \| Не участвовал \| \| Поул-позиция \| \| \| Быстрый круг \| \| |                                                                    |
| Пример | Описание                                                           |
| 1 | Победитель                                                         |
| 2 | Второе место                                                       |
| 3 | Третье место                                                       |
| 5 | Финишировал, заработав очки                                        |
| Сход | Не финишировал, но при этом заработал очки                         |
| 12 | Финишировал, не получив очков                                      |
| НКЛ | Финишировал, но не попал в финальную классификацию                 |
| 15 | Участвовал вне зачёта, либо по отдельной классификации             |
| 18 | Не финишировал, но попал в финальную классификацию                 |
| Сход | Не финишировал                                                     |
| НКВ | Не прошёл квалификацию                                             |
| НПКВ | Не прошёл предквалификацию                                         |
| ДСК | Дисквалифицирован                                                  |
| ИСК | Исключён из протокола соревнований                                 |
| ТТ | Заявлен для участия только в тренировках                           |
| НС | Участвовал в квалификации, но не стартовал в гонке                 |
| Т | Травмирован или болен                                              |
| ОТК | Отказ от участия                                                   |
| НТР | Прибыл на соревнования, но на трассу не выезжал                    |
| НПР | Был заявлен в числе участников, но не прибыл к началу соревнований |
| О | Соревнования отменены                                              |
| | Не участвовал                                                      |
| Поул-позиция |                                                                    |
| Быстрый круг |                                                                    |